# 广亩城市

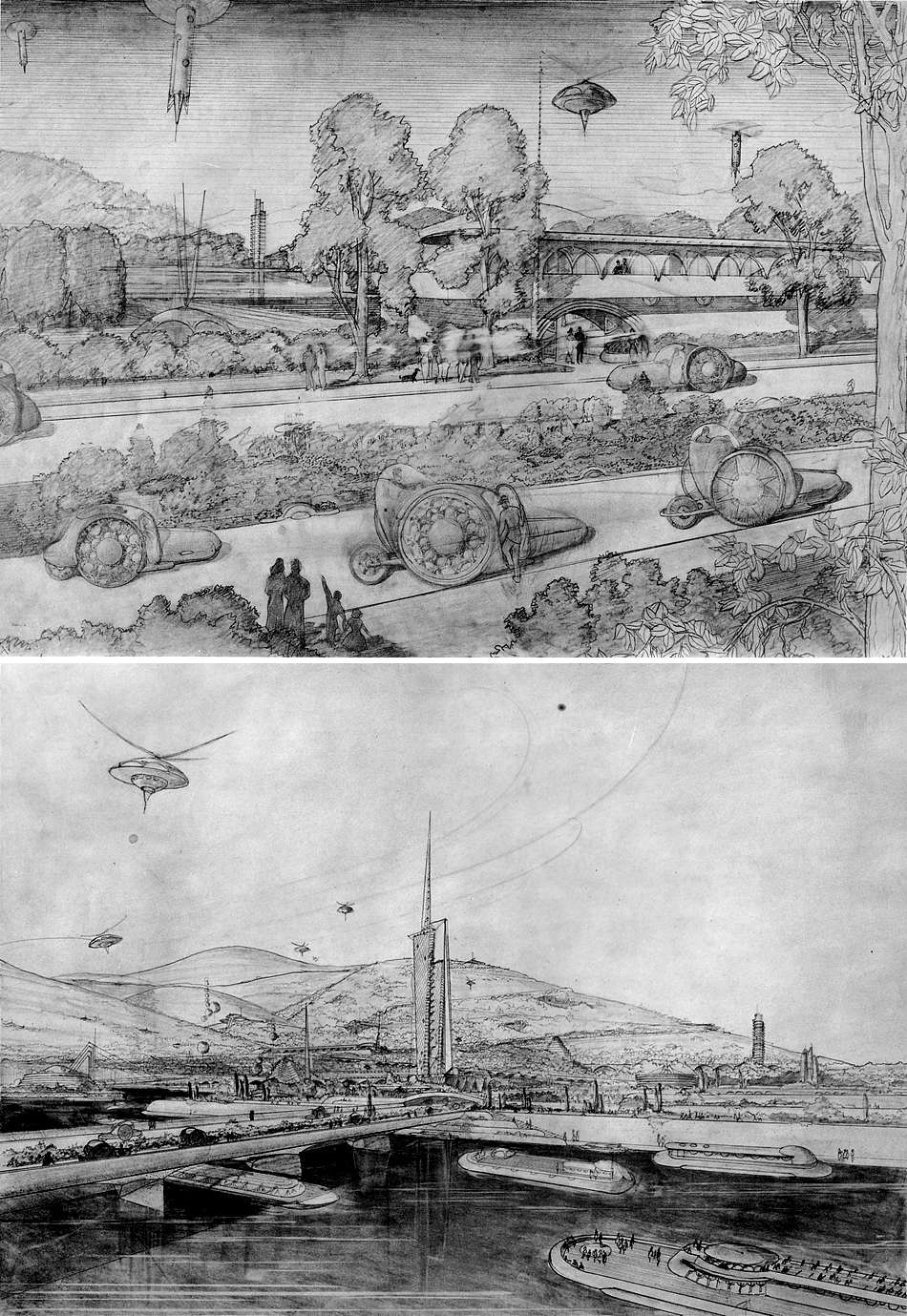
弗蘭克·勞埃德·賴特的廣畝城市的方案畫稿

广亩城市（英語：Broadacre City）是由建筑师弗蘭克·勞埃德·賴特在其1932年出版的著作《正在消灭中的城市》（The Disappearing City）中提出的一个城市规划概念构想。他认为现代的城市无法适应现代的生活，主张取消那些大城市，而采用一种分散的城市布局，以农业为基础，并通过汽车作为沟通的方式。